# ۴۷۷ (قمری)
۴۷۷ (قمری)، چهارصد و هفتاد و هفتمین سال در گاهشماری هجری قمری است. اول محرم این سال برابر با شانزدهم مه سال ۱۰۸۴ میلادی است.